# Walter Davis Jr.
Walter Davis Jr. (ur. 2 września 1932 w Richmond, zm. 2 czerwca 1990 w Nowym Jorku) – amerykański pianista jazzowy, grający w stylu hard bop.

## Życiorys
Występował jako nastolatek z wokalistą Babsem Gonzalesem i jego zespołem Three Bips and a Bop. W latach 50. nagrywał m.in. z Melbą Liston i Maxem Roachem oraz występował z Roachem, Charlie Parkerem i Dizzym Gillespie. W 1958 miał dłuższy angaż w Paryżu razem z trębaczem Donaldem Byrdem, a potem dołączył go zespołu Arta Blakeya Jazz Messengers jako pianista i kompozytor / aranżer.
W latach 60. zrezygnował na jakiś czas z zawodowego grania muzyki i pracował jako krawiec i malarz. Powrócił do grania jazzu w latach 70.; występował z Sonnym Rollinsem i ponownie z Jazz Messengers. Nagrywał z takimi muzykami, jak: Kenny Clarke, Sonny Criss, Jackie McLean, Pierre Michelot i Archie Shepp. Był znany jako interpretator muzyki Buda Powella.
Zmarł 2 czerwca 1990 w Nowym Jorku w wieku 57 lat.

## Dyskografia
- Davis Cup (Blue Note, 1959)
- Night Song (1979)
- Blues Walk (1979)
- Uranus (1979, Palcoscenico Records)
- 400 Years Ago Tomorrow (1979)
- Live au Dreher (1981)
- In Walked Thelonious (1987)
- Illumination (1989)
- Jazznost: Moscow-Washington Jazz Summit (1990)
- Scorpio Rising (1994)

### jako sideman
z Dizzym Gillespie:
- World Statesman (Norgran, 1956)
- Dizzy in Greece (Verve, 1957)